# Scoliodon macrorhynchos
Scoliodon macrorhynchos ist eine Art in der Gattung der Spatennasenhaie (Scoliodon) innerhalb der Requiemhaie (Carcharhinidae). Die Art wurde 1852 durch den niederländischen Arzt und Ichthyologen Bleeker beschrieben, später aber mit dem schon 1838 beschriebenen Scoliodon laticaudus synonymisiert. In letzter Zeit zeigten molekularbiologische Analysen aber, dass es sich um drei Scoliodon-Arten handeln muss. Da der Holotyp von Scoliodon macrorhynchos verloren gegangen ist, wurde die Art 2008 durch White, Last & Najlor neu beschrieben.

## Aussehen und Merkmale
Scoliodon macrorhynchos ist ein schlanker Hai mit einer Körperlänge von maximal 71 cm. Er hat eine lange, extrem abgeflachte Schnauze und einen schlanken Körper und Schwanz. Die erste Rückenflosse ist relativ klein und dreieckig. Sie beginnt hinter den Brustflossenspitzen. Die zweite Rückenflosse beginnt deutlich hinter dem Beginn der Afterflosse. Die Bauchflossen sind klein. Die Farbe des Hais ist grünlich bis bronzefarben ohne Musterung, die Oberseite schiefergrau, die Unterseite weißlich. Ein Geschlechtsdimorphismus zeigt sich in der Bezahnung des Unterkiefers; bei den Männchen sind die Zähne deutlich länger. Der Kopf ist im Vergleich mit Scoliodon laticaudus kürzer, die Afterflosse etwas länger und die Klaspern der Männchen etwas kürzer.

## Verbreitung
Die Art kommt im westlichen Pazifik von China und Japan bis zum westlichen Indonesien vor, während Scoliodon laticaudus im Indischen Ozean an den Küsten Pakistans, Indiens und Sri Lankas zu Hause ist. Ob es sich bei einer dritten Population von Spatennasenhaien im Golf von Bengalen und an der Westküste Thailands um eine bisher unbeschriebene Art oder um den 1839 beschrieben und später mit S. laticaudus synonymisierten Scoliodon muelleri handelt muss noch geklärt werden.
Scoliodon macrorhynchos ist ein Flachwasserbewohner des Kontinentalschelfs, der auch im Brackwasser vorkommt.